# 폰타나로사
폰타나로사(이탈리아어: Fontanarosa)는 이탈리아 캄파니아주 아벨리노도의 코무네다.